# Henry Lumley
Le général Henry Lumley (v. 1658 - 18 octobre 1722) est un soldat britannique et gouverneur de Jersey.

## Biographie
Il est le deuxième fils de John Lumley et Mary Compton et le frère cadet de Richard Lumley (1er comte de Scarbrough). 
Promu capitaine du Queen's Regiment of Horse le 13 juin 1685, il sert avec le régiment pendant la Guerre de la Ligue d'Augsbourg et devient célèbre pour son courage. Le 10 août 1692, il est promu colonel du régiment, en remplacement de sir John Lanier, tué à la Bataille de Steinkerque, puis de nouveau brigadier général en 1693. Il combat à la bataille de Landen et contribue à couvrir la fuite de Guillaume III d'Orange-Nassau pendant la retraite là-bas. Il participe au siège de Namur (1695) et est promu major général le 1er janvier 1696. Lumley rentre en Angleterre après la paix de Ryswick. 
Il entre au Parlement en 1701 en tant que chevalier du comté de Sussex et de nouveau de 1702 à 1705. Il siège plus tard pour Arundel de 1715 à 1722 . 
Il épouse Elizabeth Thimbleby, et se remarie à Anne Wiseman. Il a une fille par Anne, Frances Lumley, qui est décédée en 1719. 
Le 27 février 1702, il s'embarque pour la Flandre pour prendre part à la Guerre de Succession d'Espagne. Il est promu Lieutenant général le 11 février 1703. En 1704, il commande la cavalerie britannique à la bataille de Schellenberg. Il combat ensuite à Blenheim, Ramillies, Oudenarde et Malplaquet. Il est gouverneur de Jersey de 1704 à 1722. Le 30 janvier 1711, il est promu général. Comme son ancien commandant Marlborugh, il est un conservateur hanovrien qui soutient la succession hanovrienne de 1714. 
Lumley démissionne de son poste de colonel en 1717 et est mort en 1722. Il est enterré à Sawbridgeworth. 